# Вакан сансай дзуе / Том 1

## Том 1
| Небеса (天部)                             |            |                            |          |
|                                           |            | Кана                       | Сторінка |
| Небо                                      | 天         | てん                       | 1        |
| Дев'ять Небес                             | 九重天     | きゅうちょうのてん         | 1        |
| Сторони світу                             | 四方       | しほう                     | 2        |
| Тридцять три небожителя                   | 三十三天   | さんじゅうさんてん         | 2        |
| Загальні відомості про небесні тіла       | 天象総評   | てんしょうそうひょう       | 3        |
| Сонце                                     | 日         | ひ                         | 3        |
| Про віддаленість сонця                    | 論日遠近   | ひのえんきんをろんず       | 4        |
| Пояснення про величину сонця і місяця     | 日月広大弁 | じつげつこうだいべん       | 4        |
| Місяць                                    | 月         | つき                       | 4        |
| Місячний багряник                         | 月桂       | つきのかつら               | 4        |
| Молодий місяць                            | 朏         | みかつき                   | 4        |
| Півмісяць                                 | 弦月       | ゆみはりつき               | 5        |
| Повний місяць                             | 望         | もちづき                   | 5        |
| Зникнення місяця                          | 太陰出没   | つきのしゅつぼつ           | 6        |
| Дев'ять маршрутів місяця                  | 月行九道   | つきはくどうゆく           | 6        |
| Сонячне затемнення                        | 日蝕       | にっしょく                 | 6        |
| Місячне затемнення                        | 月蝕       | げっしょく                 | 6        |
| Півтіньове північне і південне затемнення | 陽暦陰暦   | ようれきいんれき           | 6        |
| Півтіньове східне і західне затемнення    | 帯蝕       | たいしょく                 | 6        |
| Зірка                                     | 星         | ほし                       | 7        |
| Розмір зірок                              | 星         | ほしのだいしょう           | 7        |
| Метеорит                                  | 星隕成石   | ほしおちていしとなる       | 7        |
| Сатурн                                    | 鎮星       | ちんせい                   | 8        |
| Юпітер                                    | 歳星       | さいせい                   | 8        |
| Марс                                      | 熒惑       | けいわく                   | 8        |
| Венера                                    | 太白       | たいはく                   | 8        |
| Меркурій                                  | 辰星       | しんせい                   | 9        |
| Знамення переміщення п'яти планет         | 五星若経天 | ごせいてんにわたるがごとし | 9        |
| Загальні відомості про п'ять планет       | 五星総評   | ごせいそうひょう           | 9        |
| Дев'ять небесних тіл                      | 九曜       | くよう                     | 9        |
| Сузір'я «ділянки саду»                    | 太微垣     | たいびこう                 | 10       |
| Сузір'я «ділянки ринку»                   | 天市垣     | てんいちえん               | 11       |
| Сузір'я «ділянки палацу»                  | 北極紫微垣 | ほっきょくしびえん         | 12       |
| Полярна зірка                             | 北極       | ほっきょく                 | 14       |
| Великий віз                               | 北斗       | ほくと                     | 14       |

## Джерело
- Вакан сансай дзуе // Національна парламентська бібліотека Японії. Цифрова версія